# Maciej Skorża
Maciej Skorża (Radom, 10 gennaio 1972) è un allenatore di calcio ed ex calciatore polacco, di ruolo difensore, tecnico dell'Urawa Reds.
Quattro volte campione polacco di calcio, come allenatore del Wisła Kraków (2007/2008, 2008/2009) e del Lech Poznań (2014/2015, 2021/2022), tre volte vincitore della Coppa di Polonia, come allenatore del Dyskobolia Grodzisk Wielkopolski (2006/2007) e Legia Varsavia (2010/2011, 2011/2012), vincitore della Supercoppa polacca con il Lech Poznań (2015), Coppa Ekstraklasa con Dyskobolia Grodzisk Wielkopolski (2006/2007) e campione juniores polacco con l'Amica Wronki (2002). Vincitore della AFC Champions League nella stagione 2023 con il club giapponese Urawa Red Diamonds. Allenatore dell'anno in Polonia nel Plebiscito calcistico (2011) e miglior allenatore dell'Ekstraklasa nella stagione 2021/2022. Nel 2018-2020, è stato l'allenatore della squadra olimpica di calcio degli Emirati Arabi Uniti.

## Carriera

### Esordi e collaborazioni con le squadre nazionali
Prima di divenire allenatore ha avuto una breve esperienza da calciatore durata solamente due anni.

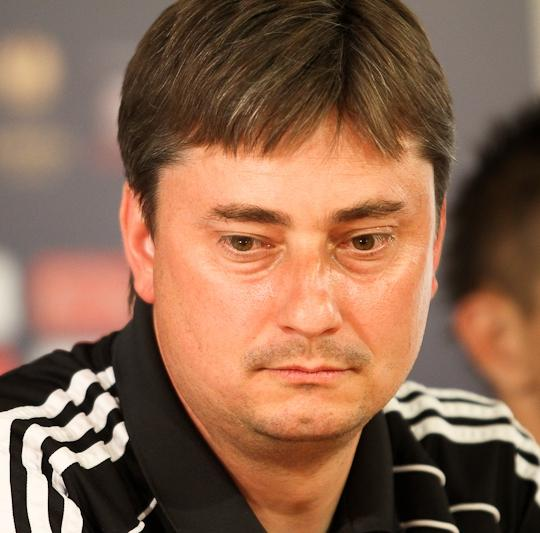
Skorża nel 2011

Ha iniziato la sua carriera da allenatore nel 1994, allenando i gruppi giovanili del club CWKS Legia Warszawa. Dopo quattro anni di lavoro al Legia, è diventato l'allenatore della juniores del club di Varsavia. Completò anche uno stage di due anni nel club autonomo Legia Warszawa, il cui allenatore era allora Paweł Janas. Dal 1998 dirige in modo indipendente la squadra di calcio della Scuola del Campionato Sportivo a Piaseczno.
Nel 1999 entra in Amica Wronki, dove lavora con i giovani. Nel 2002, ha guidato la squadra juniores al campionato polacco. Prima della stagione 2002/03 divenne allenatore della squadra riserve dell'Amica, in sostituzione di Czesław Michniewicz. Nell'aprile 2003, dopo aver perso la partita contro l'Obra Kościan, Skorża annunciò che non sarebbe più stato l'allenatore delle riserve dell'Amica Wronki. Successivamente è stato per un breve periodo assistente di Mirosław Jabłoński al Wisła Płock.
Negli anni 1997–1999 ha collaborato con Paweł Janas nella gestione della banca dati della squadra olimpica polacca. Nel maggio 2003 diventa nuovamente assistente di Janas, questa volta nella nazionale maggiore. Ha lasciato questa posizione dopo i Campionati del Mondo del 2006.

### Primo lavoro indipendente
Nel 2004, dopo il licenziamento di Stefan Majewski dalla carica di primo allenatore dell'Amica, ha ripreso la collaborazione con questo club come allenatore (servendo allo stesso tempo come vice allenatore della nazionale polacca). Nel novembre 2005 si è dimesso da allenatore dell'Amica.
Dal novembre 2006 ha allenato il Dyskobolia Grodzisk Wielkopolski, con il quale ha vinto la Coppa di Polonia e la Coppa Ekstraklasa al termine della stagione 2006/07. Il 13 giugno 2007 ha firmato un contratto con il Wisła Kraków. Con questo club ha vinto due volte il campionato polacco, nelle stagioni 2007/08 e 2008/09. Ha lavorato nel club di Cracovia fino al 15 marzo 2010, quando è stato esonerato dopo un inizio altalenante del girone di ritorno della stagione 2009/10.
Da giugno 2010, per due stagioni consecutive, Skorża è stato allenatore del Legia Warszawa, con il quale ha vinto due volte la Coppa di Polonia.

### Ettifaq FC
Il 26 settembre 2012 è diventato l'allenatore del club saudita Ettifaq FC. Nella stagione del campionato saudita 2012/13, è arrivato sesto con la squadra. Nel giugno 2013 ha annunciato di non prolungare il contratto e lasciò il club.

### Ritorno in Polonia
Il 27 agosto 2014, il Lech Poznań ha annunciato l'assunzione di Skorża a partire dal 1 settembre 2014. Tomasz Rząsa e Dariusz Żuraw sono diventati i suoi assistenti. Con il Lech nella stagione 2014/15 ha vinto il campionato polacco, e subito dopo anche la Supercoppa polacca. Il 12 ottobre 2015 è stato licenziato.
Il 23 maggio 2017, la squadra polacca Pogoń Szczecin ha annunciato che Skorża sarebbe diventato il successore di Kazimierz Moskal e avrebbe guidato la squadra dall'inizio del periodo preparatorio per la stagione dell'Ekstraklasa 2017/18. Il contratto di Skorża è stato risolto di comune accordo il 30 ottobre 2017. La squadra sotto la sua guida ha vinto due partite in campionato, ne ha pareggiate tre e ne ha perse nove, segnando 11 gol e subendone 23, segnando anche una media di 0,64 punti a partita. La squadra era all'ultimo posto in classifica ed è stata eliminata dalla Coppa di Polonia contro il Bytovia Bytów della I liga

### Emirati Arabi Uniti U23
Dal 19 marzo 2018 al 28 febbraio 2020 ha guidato la squadra olimpica degli Emirati Arabi Uniti

### Ritorno a Poznań
Il 10 aprile 2021, il Lech Poznań ha annunciato che Maciej Skorża sarebbe subentrato come primo allenatore. Nella stagione 2021/2022 ha vinto il campionato polacco con il "Kolejorz"; è inoltre arrivato in finale della Coppa di Polonia, dove ha perso contro Raków Częstochowa. Il 23 maggio 2022, durante l'Ekstraklasa Gala, gli è stata assegnata una statuetta come miglior allenatore della stagione 2021/22. Il 6 giugno 2022 lascia il club per motivi personali.

### Urawa Red Diamonds
Il 10 novembre 2022 diventa allenatore del club giapponese Urawa Red Diamonds, con il quale vince la AFC Champions League il 6 maggio 2023.

### Statistiche da allenatore
Statistiche aggiornate al 29 maggio 2025. In grassetto le competizioni vinte.
| Stagione              | Squadra               | Campionato            | Campionato | Campionato | Campionato | Campionato | Coppe nazionali | Coppe nazionali | Coppe nazionali | Coppe nazionali | Coppe nazionali | Coppe continentali | Coppe continentali | Coppe continentali | Coppe continentali | Coppe continentali | Altre coppe | Altre coppe | Altre coppe | Altre coppe | Altre coppe | Totale | Totale | Totale | Totale | % Vittorie | Piazzamento |
| Stagione              | Squadra               | Comp                  | G          | V          | N          | P          | Comp            | G               | V               | N               | P               | Comp               | G                  | V                  | N                  | P                  | Comp        | G           | V           | N           | P           | G      | V      | N      | P      | %          | Piazzamento |
| --------------------- | --------------------- | --------------------- | ---------- | ---------- | ---------- | ---------- | --------------- | --------------- | --------------- | --------------- | --------------- | ------------------ | ------------------ | ------------------ | ------------------ | ------------------ | ----------- | ----------- | ----------- | ----------- | ----------- | ------ | ------ | ------ | ------ | ---------- | ----------- |
| 2004-2005             | Amica Wronki          | EK                    | 26         | 10         | 8          | 8          | CP              | 8               | 5               | 2               | 1               | CU                 | 4                  | 0                  | 0                  | 4                  | -           | -           | -           | -           | -           | 38     | 15     | 10     | 13     | 39,47      | 6°          |
| lug.-nov. 2005        | Amica Wronki          | EK                    | 14         | 5          | 4          | 5          | CP              | 4               | 2               | 1               | 1               | -                  | -                  | -                  | -                  | -                  | -           | -           | -           | -           | -           | 18     | 7      | 5      | 6      | 38,89      | Eson        |
| Totale Amica Wronki   | Totale Amica Wronki   | Totale Amica Wronki   | 40         | 15         | 12         | 13         |                 | 12              | 7               | 3               | 2               |                    | 4                  | 0                  | 0                  | 4                  |             | -           | -           | -           | -           | 56     | 22     | 15     | 19     | 39,29      |             |
| mar.-giu. 2007        | Dyskobolia            | EK                    | 15         | 8          | 5          | 2          | CP              | 5               | 5               | 0               | 0               | -                  | -                  | -                  | -                  | -                  | -           | -           | -           | -           | -           | 20     | 13     | 5      | 2      | 65,00      | Sub, 5°     |
| 2007-2008             | Wisła Cracovia        | EK                    | 30         | 24         | 5          | 1          | CP              | 7               | 3               | 4               | 0               | -                  | -                  | -                  | -                  | -                  | -           | -           | -           | -           | -           | 37     | 27     | 9      | 1      | 72,97      | 1°          |
| 2008-2009             | Wisła Cracovia        | EK                    | 30         | 19         | 7          | 4          | CP              | 4               | 2               | 0               | 2               | UCL+CU             | 4+2                | 2+0                | 0+1                | 2+1                | SP          | 1           | 0           | 0           | 1           | 41     | 23     | 8      | 10     | 56,10      | 1°          |
| 2009-mar. 2010        | Wisła Cracovia        | EK                    | 20         | 13         | 2          | 5          | CP              | 2               | 2               | 0               | 0               | UCL                | 2                  | 0                  | 1                  | 1                  | SP          | 1           | 0           | 1           | 0           | 25     | 15     | 4      | 6      | 60,00      | Eson        |
| Totale Wisla Cracovia | Totale Wisla Cracovia | Totale Wisla Cracovia | 80         | 56         | 14         | 10         |                 | 13              | 7               | 4               | 2               |                    | 8                  | 2                  | 2                  | 4                  |             | 2           | 0           | 1           | 1           | 103    | 65     | 21     | 17     | 63,11      |             |
| 2010-2011             | Legia Varsavia        | EK                    | 30         | 15         | 4          | 11         | CP              | 7               | 5               | 2               | 0               | -                  | -                  | -                  | -                  | -                  | -           | -           | -           | -           | -           | 37     | 20     | 6      | 11     | 54,05      | 3°          |
| 2011-2012             | Legia Varsavia        | EK                    | 30         | 15         | 8          | 7          | CP              | 7               | 6               | 1               | 0               | UEL                | 12                 | 5                  | 3                  | 4                  | -           | -           | -           | -           | -           | 49     | 26     | 12     | 11     | 53,06      | 3°          |
| Totale Legia Varsavia | Totale Legia Varsavia | Totale Legia Varsavia | 60         | 30         | 12         | 18         |                 | 14              | 11              | 3               | 0               |                    | 12                 | 5                  | 3                  | 4                  |             | -           | -           | -           | -           | 86     | 46     | 18     | 22     | 53,49      |             |
| ott. 2012-2013        | Al-Ettifaq            | SPL                   | 20         | 8          | 5          | 7          | KC+PCC          | 2+1             | 0+0             | 1+0             | 1+1             | ACL+AC             | 6+2                | 2+0                | 1+0                | 3+2                | -           | -           | -           | -           | -           | 31     | 10     | 7      | 14     | 32,26      | Sub, 6°     |
| set. 2014-2015        | Lech Poznań           | EK                    | 30         | 17         | 9          | 4          | CP              | 7               | 5               | 0               | 2               | -                  | -                  | -                  | -                  | -                  | -           | -           | -           | -           | -           | 37     | 22     | 9      | 6      | 59,46      | Sub, 1°     |
| lug.-ott. 2015        | Lech Poznań           | EK                    | 11         | 1          | 2          | 8          | CP              | 2               | 2               | 0               | 0               | UCL+UEL            | 4+4                | 2+2                | 0+1                | 2+1                | SP          | 1           | 1           | 0           | 0           | 22     | 8      | 3      | 11     | 36,36      | Eson        |
| lug.-ott. 2017        | Pogoń Stettino        | EK                    | 14         | 2          | 3          | 9          | CP              | 2               | 1               | 1               | 0               | -                  | -                  | -                  | -                  | -                  | -           | -           | -           | -           | -           | 16     | 3      | 4      | 9      | 18,75      | Eson        |
| 2021-2022             | Lech Poznań           | EK                    | 34         | 22         | 8          | 4          | CP              | 6               | 5               | 0               | 1               | -                  | -                  | -                  | -                  | -                  | -           | -           | -           | -           | -           | 40     | 27     | 8      | 5      | 67,50      | 1°          |
| Totale Lech Poznan    | Totale Lech Poznan    | Totale Lech Poznan    | 75         | 40         | 19         | 16         |                 | 15              | 12              | 0               | 3               |                    | 8                  | 4                  | 1                  | 3                  |             | 1           | 1           | 0           | 0           | 99     | 57     | 20     | 22     | 57,58      |             |
| 2023                  | Urawa Reds            | J1                    | 34         | 15         | 12         | 7          | CI+CdL          | 3+11            | 2+4             | 0+5             | 1+2             | ACL+ACL            | 2+7                | 1+3                | 1+1                | 0+3                | CmC         | 2           | 1           | 0           | 1           | 59     | 26     | 19     | 14     | 44,07      | 4°          |
| ago.-dic. 2024        | Urawa Reds            | J1                    | 11         | 3          | 3          | 5          | CI+CdL          | 0+0             | 0+0             | 0+0             | 0+0             | -                  | -                  | -                  | -                  | -                  | -           | -           | -           | -           | -           | 11     | 3      | 3      | 5      | 27,27      | Sub, 13°    |
| 2025                  | Urawa Reds            | J1                    | 21         | 9          | 7          | 5          | CI+CdL          | 0+0             | 0+0             | 0+0             | 0+0             | -                  | -                  | -                  | -                  | -                  | CmC         | 3           | 0           | 0           | 3           | 24     | 9      | 7      | 8      | 37,50      |             |
| Totale Urawa Reds     | Totale Urawa Reds     | Totale Urawa Reds     | 66         | 27         | 22         | 17         |                 | 14              | 6               | 5               | 3               |                    | 9                  | 4                  | 2                  | 3                  |             | 5           | 1           | 0           | 4           | 94     | 38     | 29     | 27     | 40,43      |             |
| Totale carriera       | Totale carriera       | Totale carriera       | 370        | 186        | 92         | 92         |                 | 78              | 49              | 17              | 12              |                    | 49                 | 17                 | 9                  | 23                 |             | 8           | 2           | 1           | 5           | 505    | 254    | 119    | 132    | 50,30      |             |

## Palmarès

### Allenatore

#### Competizioni nazionali
- Campionato polacco: 4

Wisla Cracovia: 2007-2008, 2008-2009
Lech Poznan: 2014-2015, 2021-2022
- Coppa di Polonia: 3

Dyskobolia: 2006-2007
Legia Varsavia: 2010-2011, 2011-2012
- Supercoppa di Polonia: 1

Lech Poznan: 2015

#### Competizioni internazionali
- AFC Champions League: 1

Urawa Red Diamonds: 2022